# Telamonia vlijmi
Telamonia vlijmi là một loài nhện trong họ Salticidae.
Loài này thuộc chi Telamonia. Telamonia vlijmi được Jerzy Prószyński miêu tả năm 1984.

## Hình ảnh

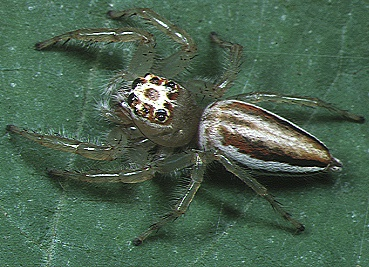